# Regina Back
Regina Back (* 1969 in Erbach (Odenwald)) ist eine deutsche Musikwissenschaftlerin und Hochschullehrerin und Geschäftsführender Vorstand der Claussen-Simon-Stiftung in Hamburg.

## Werdegang
Regina Back studierte Musikwissenschaft, Romanistik und Philosophie an der Philipps-Universität Marburg und an der Université Paris IV-Sorbonne (Abschluss: Maîtrise de Musicologie). Nach ihrem Studium war sie zunächst als Redakteurin in der Programmheftredaktion des Bayerischen Rundfunks in München (1996–1999) beschäftigt, dann als Wissenschaftliche Mitarbeiterin an der Universität Leipzig zur Erfassung und Herausgabe der Felix Mendelssohn Bartholdy-Briefausgabe (2000–2007) und danach als Redakteurin eines Forschungsportals zu Musikvermittlung und Genderforschung an der Hochschule für Musik und Theater Hamburg (2008–2014). Sie promovierte über den Briefwechsel Felix Mendelssohn Bartholdys mit Carl Klingemann.
Seit 2014 ist Regina Back für die Claussen-Simon-Stiftung in Hamburg tätig, seit 2015 als Geschäftsführerin, seit 2017 als Geschäftsführender Vorstand. Die Claussen-Simon-Stiftung fördert begabte junge Menschen in den Bereichen Wissenschaft, Bildung und Kultur und ist eine der großen Stiftungen bürgerlichen Rechts in Hamburg.
Im Jahr 2021 wurde Regina Back am Institut für Kultur- und Medienmanagement der Hochschule für Musik und Theater Hamburg der Titel Professorin verliehen. Sie lehrt dort zum Thema Stiftungswesen.

## Veröffentlichungen (Auswahl)
- Back, R. (2016). A Friendship in Letters: The Correspondence of Felix Mendelssohn Bartholdy and Carl Klingemann. In Mendelssohn Perspectives (pp. 269–282). Routledge.
- Back, R. (2014). „Freund meiner MusikSeele.“ Felix Mendelssohn Bartholdy und Carl Klingemann im brieflichen Dialog. Kassel: Bärenreiter Verlag.
- Appold, J. & Back, R. (2008). Felix Mendelssohn Bartholdy. Sämtliche Briefe Band 1. 1816 bis Juni 1830. Kassel: Bärenreiter.

Beim Bärenreiter-Verlag hat Regina Back Noteneditionen von Stücken von Claude Debussy, Maurice Ravel und Alexander Glasunov herausgegeben.